# 653 Berenike
Berenike (asteroide 653) é um asteroide da cintura principal com um diâmetro de 39,22 quilómetros, a 2,8789013 UA. Possui uma excentricidade de 0,044892 e um período orbital de 1 911,42 dias (5,24 anos).
Berenike tem uma velocidade orbital média de 17,1555879 km/s e uma inclinação de 11,28504º.
Este asteroide foi descoberto em 27 de Novembro de 1907 por Joel Metcalf.